# Hors saison
Hors saison é um filme de drama suíço de 1992 dirigido e escrito por Daniel Schmid. Foi selecionado como representante da Suíça à edição do Oscar 1993, organizada pela Academia de Artes e Ciências Cinematográficas.

## Elenco
- Sami Frey - narrador
- Maria Maddalena Fellini - avó
- Marisa Paredes - Sarah Bernhardt
- Geraldine Chaplin - Anarquista
- Ingrid Caven - Lilo
- Andréa Ferréol - Mlle Gabriel
- Arielle Dombasle - Mme. Studer